# Amphixystis beverrasella
Amphixystis beverrasella är en fjärilsart som beskrevs av Legrand 1965. Amphixystis beverrasella ingår i släktet Amphixystis och familjen äkta malar. Inga underarter finns listade i Catalogue of Life.